# Danh sách phỏng vấn Iwata Asks

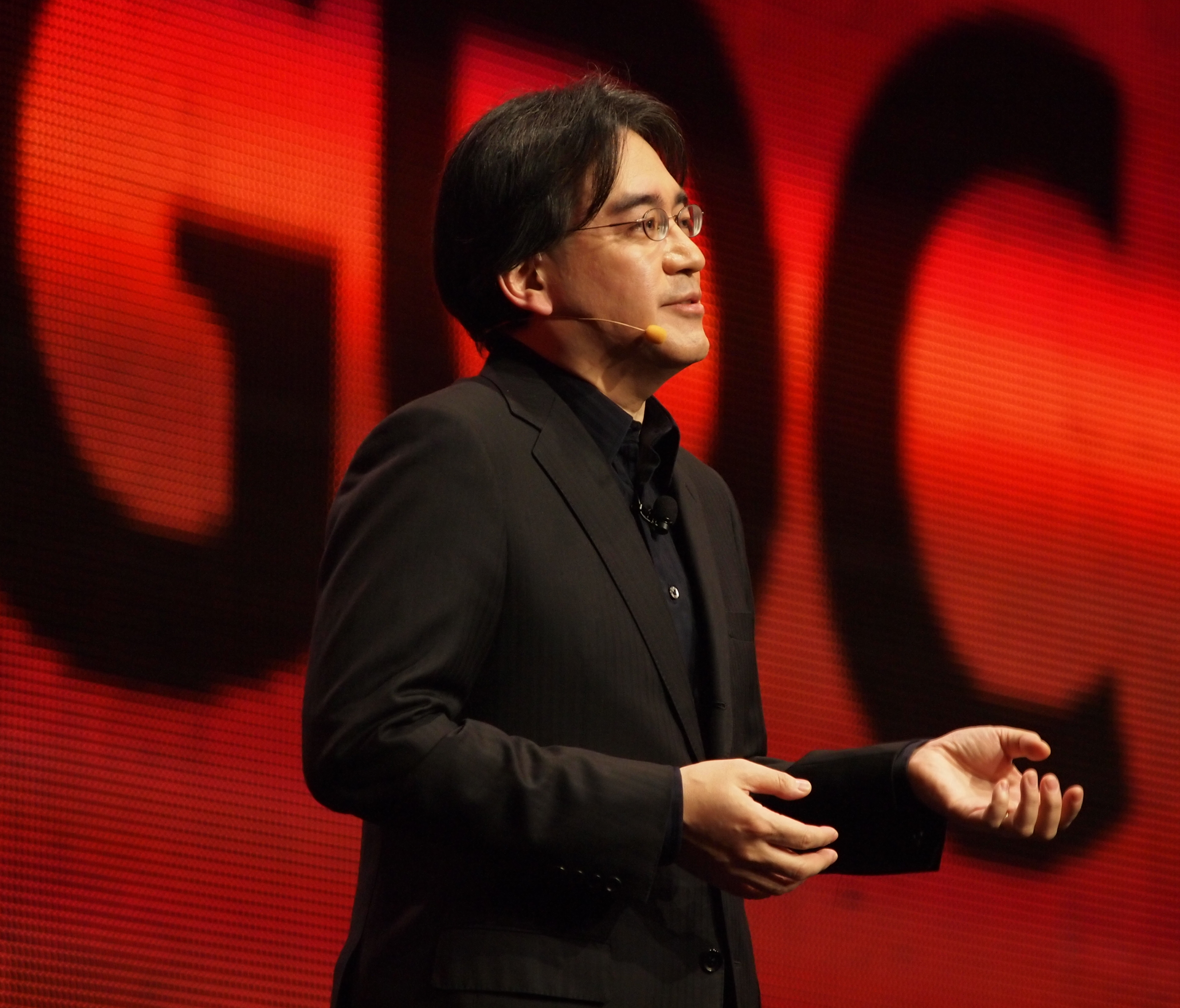
Iwata Satoru tại GDC 2011

Iwata Asks là một loạt các bài phỏng vấn do cựu chủ tịch kiêm giám đốc điều hành (CEO) Iwata Satoru của Nintendo thực hiện từ năm 2006 cho đến khi ông qua đời vào năm 2015. Trong các bài phỏng vấn này, Iwata thảo luận với các đồng nghiệp khác nhau về các thông tin chi tiết về Nintendo và các tựa trò chơi điện tử, phần cứng của các nhà phát triển khác và các khía cạnh khác nhau của công ty. Các cuộc thảo luận tiết lộ thông tin, lịch sử về sự phát triển của trò chơi và phần cứng cũng như tư duy của những người sáng tạo vào thời điểm đó. Ngoài ra, những cuộc phỏng vấn này thường thể hiện tình bạn thân thiện giữa Iwata và các thành viên khác của Nintendo vì những trò đùa và tiếng cười được thể hiện là điều bình thường. Chúng được chứng minh là một trong những bộ sưu tập thông tin sâu sắc nhất về sự phát triển của các sản phẩm Nintendo từ trước đến nay. Matt Peckham của tạp chí Time gọi Iwata Asks là "một loạt đáng chú ý" và "giấc mơ của một người đam mê Nintendo đã thành hiện thực." Nội dung từ Iwata Asks sẽ được giới thiệu trong một cuốn sách sắp tới do Hobonichi xuất bản, chuẩn bị phát hành tại Nhật Bản.

## Danh sách các bài phỏng vấn

### Loạt Wii
| Đề tài | Ngày                                                                                             | Người được phỏng vấn | Tiêu đề / Tập                        | Nguồn           | Có tiếng Anh |
| --- | ------------------------------------------------------------------------------------------------ | --- | ------------------------------------ | --------------- | ------------ |
| Wii | Tháng 9, ngày 9, 2006                                                                            | Genyo Takeda, Junji Takamoto, Kenichiro Ashida, Kou Shiota | Wii Console                          | [ 8 ] [ 9 ]     | Có           |
| Tháng 9, ngày 11, 2006                                                                                            | Genyo Takeda, Miyamoto Shigeru, Kenichiro Ashida, Akio Ikeda                                     | Wii Remote | [ 10 ] [ 11 ]                        | Có              |              |
| Tháng 9, ngày 14, 2006                                                                                            | Takashi Aoyama, Tomoaki Kuroume, Kenichiro Ashida                                                | Wii Channels | [ 12 ] [ 13 ]                        | Có              |              |
| Tháng 10, ngày 12, 2006                                                                                           | Katsuya Eguchi, Keizo Ota, Yoshikazu Yamashita, Takayuki Shimamura                               | Wii Sports | [ 14 ] [ 15 ]                        | Có              |              |
| Tháng 10, ngày 26, 2006                                                                                           | Yoshiyuki Oyama, Keisuke Nishimori, Koji Kitagawa, Atsushi Miyagi, Kentaro Tominaga, Aya Kyogoku | The Legend of Zelda: Twilight Princess | [ 16 ] [ 17 ]                        | Có              |              |
| Tháng 11, ngày 22, 2006                                                                                           | Yoshio Sakamoto, Goro Abe                                                                        | Wario Ware: Smooth Moves | [ 18 ] [ 19 ]                        | Có              |              |
| Super Mario Galaxy                                                                                                | Tháng 10, ngày 4, 2007                                                                           | Yoshiaki Koizumi, Takao Shimizu | The Producer and Director            | [ 20 ] [ 21 ]   | Có           |
| Kenta Motokura, Futoshi Shirai, Norihiro Aoyagi, Hideaki Shimizu, Koichi Hayashida                                | Tháng 10, ngày 4, 2007                                                                           | The Developers | [ 22 ]                               | Có              |              |
| Masafumi Kawamura, Mahito Yokota, Koji Kondo                                                                      | Tháng 10, ngày 4, 2007                                                                           | The Sound Team | [ 23 ]                               | Có              |              |
| Miyamoto Shigeru                                                                                                  | Tháng 10, ngày 4, 2007                                                                           | Miyamoto Shigeru | [ 24 ]                               | Có              |              |
| Wii Fit | Tháng 11, ngày 8, 2007                                                                           | Miyamoto Shigeru | A New Creation                       | [ 25 ] [ 26 ]   | Có           |
| Takeshi Nagareda, Takao Sawano                                                                                    | Tháng 11, ngày 8, 2007                                                                           | The Wii Balance Board | [ 27 ]                               | Có              |              |
| Hiroshi Matsunaga, Tadashi Sugiyama                                                                               | Tháng 11, ngày 8, 2007                                                                           | The Wii Fit Software | [ 28 ]                               | Có              |              |
| Arisa Hosaka, Mari Shibata, Yoshiyuki Oyama, Yohei Miyagawa, Minegishi Toru                                       | Tháng 11, ngày 8, 2007                                                                           | Sound, Design and Planning | [ 29 ]                               | Có              |              |
| Super Smash Bros. Brawl                                                                                           | Tháng 1, ngày 30, 2008                                                                           | Masahiro Sakurai | E3 2005: A Beginning                 | [ 30 ] [ 31 ]   | Có           |
| For First-time Gamers                                                                                             | Tháng 1, ngày 30, 2008                                                                           | Masahiro Sakurai | [ 32 ]                               | Có              |              |
| Versus, Co-op and Share                                                                                           | Tháng 1, ngày 30, 2008                                                                           | Masahiro Sakurai | [ 33 ]                               | Có              |              |
| The Subspace Emissary                                                                                             | Tháng 1, ngày 30, 2008                                                                           | Masahiro Sakurai | [ 34 ]                               | Có              |              |
| The Subspace Emissary                                                                                             | Tháng 1, ngày 30, 2008                                                                           | Masahiro Sakurai | [ 35 ]                               | Có              |              |
| All-star Music | Tháng 1, ngày 30, 2008                                                                           | Masahiro Sakurai | [ 36 ]                               | Có              |              |
| Once in a Lifetime Experience                                                                                     | Tháng 1, ngày 30, 2008                                                                           | Masahiro Sakurai | [ 37 ]                               | Có              |              |
| Metroid Prime 3: Corruption                                                                                       | Tháng 2, ngày 29, 2008                                                                           | Risa Tabata, Kensuke Tanabe | Không có                             | [ 38 ]          | Không        |
| Mario Kart Wii | Tháng 4, ngày 3, 2008                                                                            | Miyamoto Shigeru, Kenichiro Ashida, Hideki Konno | Không có                             | [ 39 ] [ 40 ]   | Có           |
| Link's Crossbow Training                                                                                          | Tháng 4, ngày 24, 2008                                                                           | Miyamoto Shigeru | Không có                             | [ 41 ] [ 42 ]   | Có           |
| Wii Music | Tháng 9, ngày 25, 2008                                                                           | Miyamoto Shigeru | Miyamoto Shigeru                     | [ 43 ] [ 44 ]   | Có           |
| Makoto Wada, Junji Morii, Kazumi Totaka                                                                           | Tháng 9, ngày 25, 2008                                                                           | The Developers | [ 45 ]                               | Có              |              |
| | Tháng 9, ngày 25, 2008                                                                           | The Developers | [ 46 ]                               | Có              |              |
| Animal Crossing: City Folk                                                                                        | Tháng 11, ngày 13, 2008                                                                          | Aya Kyogoku, Ryuji Kobayashi, Isao Moro, Nogami Hisashi | Không có                             | [ 47 ] [ 48 ]   | Có           |
| Wii MotionPlus | Tháng 5, ngày 18, 2009                                                                           | Keizo Ota, Kuniaki Ito, Noboru Wakitani, Junji Takamoto | Không có                             | [ 49 ] [ 50 ]   | Có           |
| Wii Sports Resort                                                                                                 | Tháng 6, ngày 4, 2009                                                                            | Yoshikazu Yamashita, Takayuki Shimamura, Takuhiro Dohta, Kenta Sato | Không có                             | [ 51 ] [ 52 ]   | Có           |
| Punch-Out | Tháng 7, ngày 13, 2009                                                                           | Makoto Wada, Kensuke Tanabe, Miyamoto Shigeru, Genyo Takeda | Không có                             | [ 53 ] [ 54 ]   | Có           |
| Monster Hunter Tri                                                                                                | Tháng 7, ngày 30, 2009                                                                           | Kaname Fujioka, Ryozo Tsujimoto | Không có                             | [ 55 ] [ 56 ]   | Có           |
| Wii Fit Plus | Tháng 9, ngày 29, 2009                                                                           | Dr. Motohiko Miyachi | Volume 1                             | [ 57 ] [ 58 ]   | Có           |
| Volume 2 | Tháng 9, ngày 29, 2009                                                                           | Dr. Motohiko Miyachi | [ 59 ]                               | Có              |              |
| Sin & Punishment: Star Successor                                                                                  | Tháng 10, ngày 22, 2009                                                                          | Shingo Matsushita, Yurie Hattori, Hitoshi Yamagami, Masato Maegawa, Atsutomo Nakagawa, Yasushi Suzuki                                                                     | Không có                             | [ 60 ] [ 61 ]   | Có           |
| Final Fantasy Crystal Chronicles: The Crystal Bearers                                                             | Tháng 11, ngày 6, 2009                                                                           | Akitoshi Kawazu | Không có                             | [ 62 ]          | Không        |
| New Super Mario Bros. Wii                                                                                         | Tháng 11, ngày 13, 2009                                                                          | Miyamoto Shigeru | Volume 1                             | [ 63 ] [ 64 ]   | Có           |
| Toshihiko Nakago, Takashi Tezuka                                                                                  | Tháng 11, ngày 13, 2009                                                                          | Volume 2 | [ 65 ]                               | Có              |              |
| Sanae Uchida, Eiji Mukae, Takayuki Ikkaku, Shigeyuki Asuke                                                        | Tháng 11, ngày 13, 2009                                                                          | Volume 3 | [ 66 ]                               | Có              |              |
| Wii no Ma | Tháng 11, ngày 20, 2009                                                                          | Yusuke Beppu, Masaaki Yukawa, Yoshihiro Suzuki, Tony Ellison | Không có                             | [ 67 ]          | Không        |
| NHK Kōhaku Quiz Gassen                                                                                            | Tháng 12, ngày 25, 2009                                                                          | Kenji Suzuki | Không có                             | [ 68 ]          | Không        |
| Zangeki no Reginleiv                                                                                              | Tháng 2, ngày 4, 2010                                                                            | Kenji Suzuki, Takehiro Honma, Masatsugu Igarashi, Toshio Noguchi, Kazuhiro Yoshikawa                                                                                      | Không có                             | [ 69 ]          | Không        |
| And-Kensaku | Tháng 4, ngày 22, 2010                                                                           | Tsuyoshi Kan | Không có                             | [ 70 ]          | Không        |
| Super Mario Galaxy 2                                                                                              | Tháng 5, ngày 11, 2010                                                                           | Miyamoto Shigeru | Volume 1                             | [ 71 ] [ 72 ]   | Có           |
| Kenta Motokura, Kenzo Hayakawa, Kōichi Hayashida, Yoshiaki Koizumi                                                | Tháng 5, ngày 11, 2010                                                                           | Volume 2 | [ 73 ]                               | Có              |              |
| Ryo Nagamatsu, Mahito Yokota, Koji Kondo                                                                          | Tháng 5, ngày 11, 2010                                                                           | Volume 3 | [ 74 ]                               | Có              |              |
| Xenoblade Chronicles                                                                                              | Tháng 5, ngày 19, 2010                                                                           | Tetsuya Takahashi, Yoko Shimomura, Yasunori Mitsuda, Manami Kiyota, ACE+ (Chico), Tomori Kudo, Kenji Hiramatsu                                                            | Sound                                | [ 75 ] [ 76 ]   | Có           |
| Tetsuya Takahashi, Yuichiro Takeda                                                                                | Tháng 5, ngày 19, 2010                                                                           | Story | [ 77 ]                               | Có              |              |
| Yurie Hattori, Genki Yokota, Hitoshi Yamagami, Koh Kojima, Tetsuya Takahashi                                      | Tháng 5, ngày 19, 2010                                                                           | The Development Process | [ 78 ]                               | Có              |              |
| Metroid: Other M                                                                                                  | Tháng 7, ngày 29, 2010                                                                           | Ryuzi Kitaura, Yosuke Hayashi, Yoshio Sakamoto | The Collaboration                    | [ 79 ] [ 80 ]   | Có           |
| Takehiko Hosokawa, Takayasu Morisawa, Hidekatsu Nagasawa, Yutaka Saito, Taiyo Aramaki, Kazutaka Otsuka, Ryo Koike | Tháng 7, ngày 29, 2010                                                                           | Development Staff | [ 81 ]                               | Có              |              |
| Wii Party | Tháng 8, ngày 5, 2010                                                                            | Hiroshi Sato, Miyuki Hirose, Shuichiro Nishiya, Atsushi Ikeda | Không có                             | [ 82 ] [ 83 ]   | Có           |
| The Last Story | Tháng 8, ngày 17, 2010                                                                           | Hironobu Sakaguchi\| | Không có                             | [ 84 ] [ 85 ]   | Có           |
| Kirby's Epic Yarn                                                                                                 | Tháng 10, ngày 7, 2010                                                                           | Emi Watanabe, Nobuo Matsumiya, Atsushi Kono, Kentaro Sei, Etsunobu Ebisu                                                                                                  | Không có                             | [ 86 ] [ 87 ]   | Có           |
| Super Mario All-Stars                                                                                             | Tháng 10, ngày 21, 2010                                                                          | Ryo Nagamatsu, Mahito Yokota, Koji Kondo | The Music                            | [ 88 ] [ 89 ]   | Có           |
| Naoki Mori, Tadashi Sugiyama                                                                                      | Tháng 10, ngày 21, 2010                                                                          | The Developers | [ 90 ]                               | Có              |              |
| Donkey Kong Country Returns                                                                                       | Tháng 12, ngày 1, 2010                                                                           | Kynan Pearson, Mike Wikan, Tom Ivey, Kensuke Tanabe, Risa Tabata | Không có                             | [ 91 ] [ 92 ]   | Có           |
| Pandora's Tower                                                                                                   | Tháng 5, ngày 23, 2011                                                                           | Chikako Yamakura, Toru Hoga, Hirofumi Irie, Takao Nakano, Hitoshi Yamagami                                                                                                | Không có                             | [ 93 ] [ 94 ]   | Có           |
| Wii Play: Motion                                                                                                  | Tháng 6, ngày 30, 2011                                                                           | Toyokazu Nonaka, Etsunobu Ebisu, Yuichi Mizobe, Hirosato Funaki, Ryusuke Niitani, Takehiko Hosokawa, Keita Eto, Jun Taniguchi, Yuji Naka, Naoto Ohshima, Shinya Takahashi | Không có                             | [ 95 ] [ 96 ]   | Có           |
| Rhythm Heaven Fever                                                                                               | Tháng 7, ngày 20, 2011                                                                           | Takafumi Masaoka, Masami Tone, Ko Takeuchi, Mitsuo Terada, Koji Kamada, Hiroshi Iida                                                                                      | Không có                             | [ 97 ] [ 98 ]   | Có           |
| The Legend of Zelda: Skyward Sword                                                                                | Tháng 10, ngày 18, 2011                                                                          | Eiji Aonuma, Hidemaro Fujibayashi, Ryuji Kobayashi, Ryo Tanaka | Wii MotionPlus Inspires New Controls | [ 99 ] [ 100 ]  | Có           |
| Haruyasu Ito, Yutaka Hiramuki, Shigeyuki Asuke, Hidemaro Fujibayashi                                              | Tháng 10, ngày 18, 2011                                                                          | The Dense Forest | [ 101 ]                              | Có              |              |
| Yoshiyuki Oyama, Takafumi Kiuchi, Kentaro Tominaga, Hidemaro Fujibayashi                                          | Tháng 10, ngày 18, 2011                                                                          | The Dense Volcano and Enemy Monsters | [ 102 ]                              | Có              |              |
| Koji Kitagawa, Yohei Fujino, Hiromu Takemura, Hidemaro Fujibayashi                                                | Tháng 10, ngày 18, 2011                                                                          | The Dense Desert and New System | [ 103 ]                              | Có              |              |
| Masato Mizuta, Hanako Hisada, Daiki Iwamoto, Eiji Aonuma, Hidemaro Fujibayashi                                    | Tháng 10, ngày 18, 2011                                                                          | The Dense Sky and Town | [ 104 ]                              | Có              |              |
| Shigeki Yoshida, Hajime Yakai, Naoki Mori, Hidemaro Fujibayashi, Eiji Aonuma                                      | Tháng 10, ngày 18, 2011                                                                          | The Dense Script and Direction | [ 105 ]                              | Có              |              |
| Hanako Hisada, Tomomi Marunami, Tomomi Iwasaki, Akiko Hirono, Arisa Hosaka                                        | Tháng 10, ngày 18, 2011                                                                          | Female Staff | [ 106 ]                              | Có              |              |
| Eiji Aonuma | Tháng 10, ngày 18, 2011                                                                          | Those Who Played The Legend of Zelda: Skyward Sword for Hundreds of Hours                                                                                                 | [ 107 ]                              | Có              |              |
| Go Vacation | Tháng 10, ngày 20, 2011                                                                          | Masaya Kobayashi, Yozo Sakagami | Không có                             | [ 108 ] [ 109 ] | Có           |
| Kirby's Return to Dream Land                                                                                      | Tháng 10, ngày 21, 2011                                                                          | Shigefumi Kawase, Shinya Kumazaki, Hiroaki Nakano, Tadashi Kimitake | Không có                             | [ 110 ] [ 111 ] | Có           |
| Mario & Sonic at the London 2012 Olympic Games                                                                    | Tháng 12, ngày 6, 2011                                                                           | Emi Watanabe, Tomoyoshi Yamane, Eigo Kasahara, Osamu Ohashi | Không có                             | [ 112 ] [ 113 ] | Có           |
| Kiki Trick | Tháng 12, ngày 27, 2011                                                                          | Noriyuki Sato, Yoshio Sakamoto, Shinichi Sakamoto | Không có                             | [ 114 ]         | Có           |
| Project Zero 2: Wii Edition                                                                                       | Tháng 4, ngày 5, 2012                                                                            | Keisuke Kikuchi, Makoto Shibata | Không có                             | [ 115 ] [ 116 ] | Có           |
| Dragon Quest X | Tháng 7, ngày 23, 2012                                                                           | Yosuke Saito, Yuji Horii, Jin Fujisawa | Không có                             | [ 117 ]         | Có           |

### Loạt Nintendo DS
| Đề tài                                                                                     | Ngày                                              | Người được phỏng vấn                                                     | Tiêu đề / Tập                      | Nguồn           | Có tiếng Anh |
| ------------------------------------------------------------------------------------------ | ------------------------------------------------- | ------------------------------------------------------------------------ | ---------------------------------- | --------------- | ------------ |
| Jam with the Band                                                                          | Tháng 6, ngày 11, 2008                            | Masaru Nishita, Noriko Kitamura, Koichi Kyuma                            | Volume 1                           | [ 118 ] [ 119 ] | Có           |
| Tháng 9, ngày 2008                                                                         | Masaru Nishita, Noriko Kitamura                   | Volume 2                                                                 | [ 120 ] [ 121 ]                    | Có              |              |
| Rhythm Heaven                                                                              | Tháng 7, ngày 11, 2008                            | Kyohei Seki, Takafumi Masaoka, Masami Yone, Ko Takeuchi, Kazuyoshi Osawa |                                    | [ 122 ]         | Có           |
| Tsunku                                                                                     |                                                   | [ 123 ]                                                                  | Không                              |                 |              |
| Style Savvy                                                                                | Tháng 10, ngày 17, 2008                           | Norihito Ito, Yurie Hattori, Hitoshi Yamagami, Azusa Tajima              | Không có                           | [ 124 ]         | Có           |
| Nintendo DSi console                                                                       | Tháng 10, ngày 24, 2008                           | Yui Ehara, Kentaro Mita, Masato Kuwahara                                 | Hardware                           | [ 125 ]         | Có           |
| Miyamoto Shigeru, Yusuke Akifusa, Masahiro Imaizumi, Yoshihiro Matsushima, Tomoaki Kuroume | Tháng 10, ngày 24, 2008                           | Internal Software                                                        | [ 126 ]                            | Có              |              |
| Satoshi Furukawa, Eiichi Shirakawa, Shinya Takahashi                                       | Tháng 10, ngày 24, 2008                           | Browser                                                                  | [ 127 ]                            | Có              |              |
| Taku Sugioka, Naoko Mori, Goro Abe                                                         | Tháng 10, ngày 24, 2008                           | Wario Ware: Snapped!                                                     | [ 128 ]                            | Có              |              |
| Koichi Kawamoto, Shinya Takahashi                                                          | Tháng 10, ngày 24, 2008                           | Brain Age Express                                                        | [ 129 ]                            | Có              |              |
| Hideaki Shimizu, Yoshiaki Koizumi, Junya Kondo, Yeppei Ninomiya                            | Tháng 10, ngày 24, 2008                           | Flipnote Studio                                                          | [ 130 ]                            | Có              |              |
| Yoichi Kotabe, Miyamoto Shigeru, Yoshiaki Koizumi                                          | Tháng 10, ngày 24, 2008                           | Yoichi Kotabe                                                            | [ 131 ]                            | Có              |              |
| Personal Trainer: Walking                                                                  | Tháng 10, ngày 27, 2008                           | Masaru Shimomura, Kiyoshi Mizuki, Naoya Morimura, Noriko Akita           | Không có                           | [ 132 ] [ 133 ] | Có           |
| WarioWare D.I.Y.                                                                           | Tháng 4, ngày 22, 2009                            |                                                                          | Không có                           | [ 134 ]         | Có           |
| Tomodachi Collection                                                                       | Tháng 6, ngày 11, 2009                            |                                                                          | Không có                           | [ 135 ]         | Không        |
| Dragon Quest IX                                                                            | Tháng 7, ngày 3, 2009                             |                                                                          | Không có                           | [ 136 ]         | Không        |
| Mono ya Okane no Shikumi DS                                                                | Tháng 8, ngày 20, 2009                            |                                                                          |                                    | [ 137 ]         | Không        |
|                                                                                            |                                                   | [ 138 ]                                                                  | Không                              |                 |              |
| Pokémon HeartGold and SoulSilver                                                           | Tháng 9, ngày 4, 2009                             |                                                                          | Không có                           | [ 139 ]         | Có           |
| The Legend of Zelda: Spirit Tracks                                                         | Tháng 11, ngày 19, 2009                           | Eiji Aonuma, Daiki Iwamoto                                               | The Legend of Zelda: Spirit Tracks | [ 140 ]         | Có           |
| Toshihiko Nakago, Takashi Tezuka, Eiji Aonuma                                              | The History of Handheld The Legend of Zelda Games | [ 141 ]                                                                  | Có                                 |                 |              |
| Nintendo DSi XL                                                                            | Tháng 12, ngày 14, 2009                           | Takaki Fujino, Masaki Amano, Masato Kuwahara, Kazuo Yoneyama             | Không có                           | [ 142 ]         | Có           |
| Fire Emblem: New Mystery of the Emblem                                                     | Tháng 7, ngày 14, 2010                            |                                                                          | Không có                           | [ 143 ]         | Không        |
| Pokémon Black and White                                                                    | Tháng 9, ngày 10, 2010                            | Tsunekazu Ishihara, Junichi Masuda, Ken Sugimori                         | Không có                           | [ 144 ]         | Có           |
| Touch de Oboeru Hyakuninisshu: Chotto DSi Shiguredono                                      | Tháng 11, ngày 17, 2010                           |                                                                          | Không có                           | [ 145 ]         | Không        |
| Eigo de Tabisuru: Little Charo                                                             | Tháng 1, ngày 19, 2011                            |                                                                          |                                    | [ 146 ]         | Không        |
| Learn with Pokémon: Typing Adventure                                                       | Tháng 4, ngày 22, 2011                            |                                                                          |                                    | [ 147 ]         | Không        |
|                                                                                            | Không có                                          | [ 148 ]                                                                  | Không                              |                 |              |
| Pokémon Black 2 and White 2                                                                | Tháng 6, ngày 14, 2012                            |                                                                          | Không có                           | [ 149 ]         | Có           |

### Loạt Nintendo 3DS
| Chủ đề                                                                               | Ngày                                                                                                  | Người được phỏng vấn                                                                                                | Tựa/Tập                                  | Có tiếng Anh | Nguồn   |
| ------------------------------------------------------------------------------------ | --- | --- | ---------------------------------------- | ------------ | ------- |
| Nintendo 3DS                                                                         | Tháng 1 ngày 7, 2011                                                                                  | Shigeru Miyamoto, Shigesato Itoi                                                                                    | And That's How the Nintendo 3DS Was Made | Yes          | [ 150 ] |
| Tháng 1 ngày 27, 2011                                                                | Kenichi Sugino, Ryuji Umezu, Hideki Konno                                                             | Hardware Concept | Yes                                      | [ 151 ]      |         |
| Tháng 2 ngày 3, 2011                                                                 | Junichiro Miyatake, Yui Ehara, Hironori Akai, Hiroki Goto, Kazunori Koshiishi                         | Exterior and Mechanical Design                                                                                      | Yes                                      | [ 152 ]      |         |
| Tháng 2 ngày 8, 2011                                                                 | Hideki Konno, Shigeru Miyamoto                                                                        | Nintendogs + Cats                                                                                                   | Yes                                      | [ 153 ]      |         |
| Tháng 2 ngày 25, 2011                                                                | Shigeru Miyamoto                                                                                      | Asking Mr. Miyamoto Right Before Release                                                                            | Yes                                      | [ 154 ]      |         |
| Tháng 3 ngày 10, 2011                                                                | Kiyoshi Mizuki, Toshiaki Suzuki, Kouichi Kawamoto, Yusuke Akifusa, Ryutaro Takahashi, Tomoaki Kuroume | Built-in Software                                                                                                   | Yes                                      | [ 155 ]      |         |
| Các nhà phát triển bên thứ ba                                                        | Tháng 2 ngày 10, 2011                                                                                 | Akihiro Hino | Professor Layton and the Miracle Mask    | Yes          | [ 156 ] |
| Tháng 2 ngày 15, 2011                                                                | Hisashi Koinuma                                                                                       | Samurai Warriors: Chronicles                                                                                        | Yes                                      | [ 157 ]      |         |
| Tháng 2 ngày 17, 2011                                                                | Shinji Enomoto                                                                                        | Pro Evolution Soccer 2011 for the 3DS                                                                               | Yes                                      | [ 158 ]      |         |
| Tháng 2 ngày 22, 2011                                                                | Yozo Sakagami                                                                                         | Ridge Racer 3D | Yes                                      | [ 159 ]      |         |
| Tháng 2 ngày 24, 2011                                                                | Yoshinori Ono                                                                                         | Super Street Fighter IV: 3D Edition                                                                                 | Yes                                      | [ 160 ]      |         |
| Tháng 4 ngày 27, 2011                                                                | Akari Uchida                                                                                          | New LovePlus | No                                       | [ 161 ]      |         |
| Tháng 5 ngày 12, 2011                                                                | Yosuke Hayashi                                                                                        | Dead or Alive | Yes                                      | [ 162 ]      |         |
| Tháng 5 ngày 19, 2011                                                                | Masachika Kawata                                                                                      | Resident Evil: Mercenaries 3D Resident Evil: Revelations                                                            | Yes                                      | [ 163 ]      |         |
| Tháng 6 ngày 23, 2011                                                                | Makoto Yoshizumi                                                                                      | Tales of the Abyss                                                                                                  | Yes                                      | [ 164 ]      |         |
| Tháng 12 ngày 5, 2011                                                                | Kaname Fujioka, Ryozo Tsujimoto                                                                       | Monster Hunter 3 Ultimate                                                                                           | No                                       | [ 165 ]      |         |
| Tháng 1 ngày 19, 2012                                                                | Masachika Kawata, Koshi Nakanishi, Kota Suzuki, Tsukasa Takenaka, Yoshizumi Hori                      | Resident Evil: Revelations                                                                                          | Yes                                      | [ 166 ]      |         |
| Tháng 2 ngày 9, 2012                                                                 | Katsuhiro Harada, Kouhei Ikeda                                                                        | Tekken 3D: Prime Edition                                                                                            | Yes                                      | [ 167 ]      |         |
| Tháng 2 ngày 13, 2012                                                                | Ichiro Hazama                                                                                         | Theatrhythm Final Fantasy                                                                                           | Yes                                      | [ 168 ]      |         |
| Tháng 2 ngày 28, 2012                                                                | | Hatsune Miku and Future Stars: Project Mirai                                                                        | No                                       | [ 169 ]      |         |
| Tháng 4 ngày 3, 2012                                                                 | Tetsuya Nomura                                                                                        | Kingdom Hearts 3D: Dream Drop Distance                                                                              | Yes                                      | [ 170 ]      |         |
| Tháng 4 ngày 26, 2012                                                                | Kenichi Ogasawara                                                                                     | Shin Sangoku Musou VS                                                                                               | No                                       | [ 171 ]      |         |
| Tháng 5 ngày 17, 2012                                                                | | Dragon Quest Monsters: Terry's Wonderland 3D                                                                        | No                                       | [ 172 ]      |         |
| Tháng 6 ngày 12, 2012                                                                | Daisuke Kanada, Shigeo Komori                                                                         | Etrian Odyssey IV                                                                                                   | No                                       | [ 173 ]      |         |
| Tháng 6 ngày 28, 2012                                                                | Yoshifumi Hashimoto                                                                                   | Rune Factory 4 | No                                       | [ 174 ]      |         |
| Tháng 9 ngày 18, 2012                                                                | | Bravely Default | No                                       | [ 175 ]      |         |
| Tháng 10 ngày 10, 2012                                                               | | Project X Zone | No                                       | [ 176 ]      |         |
| Tháng 10 ngày 25, 2012                                                               | | E.X. Troopers | No                                       | [ 177 ]      |         |
| Tháng 11 ngày 22, 2012                                                               | Shu Takumi, Akihiro Hino                                                                              | Professor Layton vs. Phoenix Wright: Ace Attorney                                                                   | Yes                                      | [ 178 ]      |         |
| Tháng 1 ngày 31, 2013                                                                | | Dragon Quest VII | No                                       | [ 179 ]      |         |
| Steel Diver                                                                          | Tháng 5 ngày 10, 2011                                                                                 | Giles Goddard, Takaya Imamura, Tadashi Sugiyama, Shigeru Miyamoto                                                   | —                                        | Yes          | [ 180 ] |
| The Legend of Zelda: Ocarina of Time 3D The Legend of Zelda: Ocarina of Time         | Tháng 5 ngày 26, 2011                                                                                 | Mahito Yokota, Kohi Kondo                                                                                           | Sound                                    | Yes          | [ 181 ] |
| Toshio Iwawaki, Eiji Aonuma, Takumi Kawagoe, Yoshiaki Koizumi, Toru Osawa            | Tháng 5 ngày 26, 2011                                                                                 | Original Development Staff Part 1                                                                                   | Yes                                      | [ 182 ]      |         |
| Kazuaki Morita, Makoto Miyanaga, Satoru Takizawa, Yoshiki Haruhana, Eiji Aonuma      | Tháng 5 ngày 26, 2011                                                                                 | Original Development Staff Part 2                                                                                   | Yes                                      | [ 183 ]      |         |
| Eiji Aonuma, Takao Shimizu, Nagako Ikuta, Shun Moriya, Takashi Tonooka, Koichi Ishii | Tháng 5 ngày 26, 2011                                                                                 | Development Staff                                                                                                   | Yes                                      | [ 184 ]      |         |
| Shigeru Miyamoto                                                                     | Tháng 5 ngày 26, 2011                                                                                 | Mr. Shigeru Miyamoto                                                                                                | Yes                                      | [ 185 ]      |         |
| Nintendo eShop                                                                       | Tháng 6 ngày 6, 2011                                                                                  | Kenta Tanaka, Takao Nakano, Daiji Imai, Kazuto Nakaya                                                               | —                                        | Yes          | [ 186 ] |
| Star Fox 64 3D                                                                       | Tháng 7 ngày 5, 2011                                                                                  | Mitsuhiro Takano, Tusuke Amano, Dylan Cuthbert, Shigeru Miyamoto                                                    | —                                        | Yes          | [ 187 ] |
| Pokédex 3D                                                                           | Tháng 8 ngày 9, 2011                                                                                  | Tsunekazu Ishihara, Hiroyuki Ogasawara, Rie Takeuchi, Katsunori Orimoto                                             | Pokédex 3D                               | Yes          | [ 188 ] |
| Tsunekazu Ishihara, Muneaki Ozawa, Norio Matsumura                                   | Tháng 8 ngày 9, 2011                                                                                  | Pokémon Rumble Blast                                                                                                | Yes                                      | [ 189 ]      |         |
| Hana to Ikimono Rittai Zukan                                                         | Tháng 9 ngày 22, 2011                                                                                 | | —                                        | No           | [ 190 ] |
| Mario Kart 7                                                                         | Tháng 10 ngày 21, 2011                                                                                | Hideki Konno | Nintendo Direct                          | Yes          | [ 191 ] |
| Tháng 11 ngày 25, 2011                                                               | Tom Ivey, Vince Joly, Ryan Powell, Yuji Ichijo, Masaaki Ishikawa, Yoshihisa Morimoto, Hideki Konno    | Joint Development with Retro Studios                                                                                | Yes                                      | [ 192 ]      |         |
| Tháng 11 ngày 25, 2011                                                               | Kenta Nagata, Yusuke Shiraiwa, Kosuke Yabuki, Hideki Konno                                            | In-house Staff | Yes                                      | [ 193 ]      |         |
| Super Mario 3D Land                                                                  | Tháng 10 ngày 27, 2011                                                                                | Daisuke Tsujimura, Hideyuki Sugawara, Kenta Motokura, Koichi Hayashida                                              | Super Mario 3D Land                      | Yes          | [ 194 ] |
| Koichi Hayashida, Yoshiaki Koizumi, Takashi Tezuka, Shigeru Miyamoto                 | Tháng 10 ngày 27, 2011                                                                                | The Producers | Yes                                      | [ 195 ]      |         |
| Freakyforms                                                                          | | Kensuke Tanabe, Hiroshi Moriyama                                                                                    | —                                        | Yes          | [ 196 ] |
| Spirit Camera: The Cursed Memoir                                                     | Tháng 12 ngày 27, 2011                                                                                | Kozo Makino, Toshiharu Izuno, Keisuke Kikuchi                                                                       | —                                        | Yes          | [ 197 ] |
| Swapnote                                                                             | Tháng 1 ngày 26, 2012                                                                                 | Yu Kitai, Daiji Imai, Motomasa Kondo, Satoshi Takenouchi                                                            | —                                        | Yes          | [ 198 ] |
| Kid Icarus: Uprising                                                                 | Tháng 2 ngày 22, 2012                                                                                 | Masahiro Sakurai | —                                        | Yes          | [ 199 ] |
| Fire Emblem Awakening                                                                | Tháng 3 ngày 21, 2012                                                                                 | Tohru Narihiro, Masahiro Higuchi, Kouhei Maeda, Toshiyuki Kusakihara, Kozaki Yusuke, Genki Yokota, Hitoshi Yamagami | —                                        | Yes          | [ 200 ] |
| Culdcept                                                                             | Tháng 4 ngày 24, 2012                                                                                 | | —                                        | No           | [ 201 ] |
| Nintendo Pocket Football Club                                                        | Tháng 5 ngày 30, 2012                                                                                 | Hiroyuki Sonobe |                                          | Yes          | [ 202 ] |
|                                                                                      | Tháng 5 ngày 30, 2012                                                                                 | Hiroyuki Sonobe | No                                       | [ 203 ]      |         |
| Brain Age: Concentration Training                                                    | Tháng 7 ngày 18, 2012                                                                                 | Dr. Ryuta Kawashima                                                                                                 | Volume 1                                 | Yes          | [ 204 ] |
| Yuichiro Ito, Noriko Kitamura, Kouichi Kawamoto, Shinya Takahashi                    | Tháng 7 ngày 18, 2012                                                                                 | Volume 2 | Yes                                      | [ 205 ]      |         |
| Nintendo 3DS XL                                                                      | Tháng 7 ngày 20, 2012                                                                                 | Junichiro Miyatake, Kumpei Fujita, Takashi Murakami, Shoya Tanaka, Kazunori Koshiishi                               | —                                        | Yes          | [ 206 ] |
| New Super Mario Bros. 2                                                              | Tháng 7 ngày 24, 2012                                                                                 | Masaaki Ishikawa, Yusuke Amano                                                                                      | —                                        | Yes          | [ 207 ] |
| HarmoKnight                                                                          | Tháng 8 ngày 29, 2012                                                                                 | Shigeru Ohmori, James Turner, Junichi Masuda                                                                        | —                                        | Yes          | [ 208 ] |
| Art Academy: Lessons for Everyone!                                                   | Tháng 9 ngày 6, 2012                                                                                  | Yuji Ichijo, Kaori Miyachi, Keisuke Terasaki, Jason Howard, Trancred Dyke-Wells                                     | —                                        | Yes          | [ 209 ] |
| Style Savvy: Trendsetters                                                            | Tháng 10 ngày 22, 2012                                                                                | Hiromasa Tsujii, Koji Tamura, Shun Sasaki, Yurie Hattori, Hitoshi Yamagami                                          | —                                        | Yes          | [ 210 ] |
| Animal Crossing: New Leaf                                                            | Tháng 10 ngày 31, 2012                                                                                | Koji Takahashi, Isao Moro, Aya Kyogoku                                                                              | —                                        | Yes          | [ 211 ] |
| Pokémon Mystery Dungeon: Gates to Infinity                                           | Tháng 11 ngày 15, 2012                                                                                | Shinichiro Tomie, Seiichiro Nagahata, Tsunekazu Ishihara                                                            | —                                        | Yes          | [ 212 ] |
| Paper Mario: Sticker Star                                                            | Tháng 11 ngày 29, 2012                                                                                | Kensuke Tanabe, Shingo Igata, Naohiko Aoyama, Kenji Nakajima, Tare Kudo                                             | —                                        | Yes          | [ 213 ] |
| Luigi's Mansion: Dark Moon                                                           | Tháng 3 ngày 22, 2013                                                                                 | Chad York, Bryce Holliday, Brian Davis, Shigeru Miyamoto, Yoshihito Ikebata                                         | —                                        | Yes          | [ 214 ] |
| Tomodachi Life                                                                       | Tháng 4 ngày 11, 2013                                                                                 | | —                                        | No           | [ 215 ] |
| Mario & Luigi: Dream Team                                                            | Tháng 7 ngày 2, 2013                                                                                  | Tomomi Sano, Akira Otani, Hiroyuki Kubota, Yoshihiko Maekawa                                                        | —                                        | Yes          | [ 216 ] |
| StreetPass Relay Points                                                              | Tháng 9 ngày 6, 2013                                                                                  | Masayoshi Matsuoka, Yusuke Inoue, Taisuke Kawahara, Masatoshi Yamazaki, Hideki Konno                                | —                                        | Yes          | [ 217 ] |
| Pokémon X and Y                                                                      | Tháng 10 ngày 10, 2013                                                                                | Junichi Masuda, Tsunezaku Ishihara                                                                                  | —                                        | Yes          | [ 218 ] |
| The Legend of Zelda: A Link Between Worlds                                           | Tháng 11 ngày 19, 2013                                                                                | Koji Takahashi, Kentaro Tominaga, Shiro Mouri, Hiromasa Shikata, Eiji Aonuma                                        | —                                        | Yes          | [ 219 ] |
| Nintendo 3DS Guide: Louvre                                                           | Tháng 11 ngày 27, 2013                                                                                | Shigeru Miyamoto | —                                        | Yes          | [ 220 ] |
| The Legend of Zelda: Majora's Mask 3D                                                | Tháng 2 ngày 13, 2015                                                                                 | Tomomi Sano, Tomohiro Yamamura, Eiji Aonuma, Mikiharu Ooiwa                                                         | —                                        | Yes          | [ 221 ] |
| Xenoblade Chronicles 3D                                                              | Tháng 3 ngày 27, 2015                                                                                 | Tetsuya Takahashi                                                                                                   | —                                        | Yes          | [ 222 ] |
| Rhythm Heaven Megamix                                                                | Tháng 6 ngày 11, 2015                                                                                 | Tsunku | —                                        | No           | [ 223 ] |
| Fire Emblem Fates                                                                    | Tháng 6 ngày 24, 2015                                                                                 | Hitoshi Yamagami, Genki Yokota, Shin Kibayashi, Kouhei Maeda, Masahiro Higuchi                                      | —                                        | Yes          | [ 224 ] |

### Loạt Wii U
| Chủ đề                                                            | Ngày                                                             | Người được phỏng vấn                                                               | Tựa/Tập       | Có tiếng Anh | Nguồn   |
| ----------------------------------------------------------------- | ---------------------------------------------------------------- | ---------------------------------------------------------------------------------- | ------------- | ------------ | ------- |
| Wii U console                                                     | Tháng 10 ngày 11, 2012                                           | Nobuyuki Akagi, Yasuhisa Kitano, Ko Shiota, Genyo Takeda                           | —             | Yes          | [ 225 ] |
| Wii U GamePad                                                     | Tháng 10 ngày 17, 2012                                           | Tat Iwamoto, Masato Ibuki, Kenichi Mae, Kuniaki Ito, Toru Yamashita                | —             | Yes          | [ 226 ] |
| Miiverse                                                          | Tháng 11 ngày 7, 2012                                            | Junya Kondo, Kiyoshi Mizuki                                                        | The Producers | Yes          | [ 227 ] |
| Tháng 11 ngày 8, 2012                                             | Kazuyuki Motoyama, Yoshiomi Kurisu, Shunsaku Kato, Hideto Yuzawa | The Developers                                                                     | Yes           | [ 228 ]      |         |
| Internet Browser                                                  | Tháng 11 ngày 9, 2012                                            | Munetaka Tsuda, Tetsuya Sasaki                                                     | —             | Yes          | [ 229 ] |
| Wii U Chat                                                        | Tháng 11 ngày 12, 2012                                           | Fumihiko Tamiya, Atsushi Watanabe                                                  | —             | Yes          | [ 230 ] |
| New Super Mario Bros. U                                           | Tháng 11 ngày 16, 2012                                           | Shigeyuki Asuke, Daiki Iwamoto, Masataka Takemoto                                  | —             | Yes          | [ 231 ] |
| ZombiU                                                            | Tháng 11 ngày 27, 2012                                           | Gabrielle Shrager, Guillaume Brunier, Xavier Poix, Yves Guillemot                  | —             | Yes          | [ 232 ] |
| Nintendo x Wii Karaoke U                                          | Tháng 12 ngày 4, 2012                                            |                                                                                    | —             | No           | [ 233 ] |
| Nintendo Land                                                     | Tháng 12 ngày 7, 2012                                            | Tsubasa Sakaguchi, Yoshikazu Yamashita, Takayuki Shimamura, Katsuya Eguchi         | —             | Yes          | [ 234 ] |
| Nintendo TVii                                                     | Tháng 12 ngày 11, 2012                                           |                                                                                    | —             | No           | [ 235 ] |
| Wii Street U                                                      | Tháng 2 ngày 7, 2013                                             | Shinya Takahashi, Toshiaki Suzuki, Hiroshi Ohashi, Kei Kawai                       | —             | Yes          | [ 236 ] |
| Game & Wario                                                      | Tháng 3 ngày 28, 2013                                            | Naoko Mori, Goro Abe, Yoshio Sakamoto                                              | —             | Yes          | [ 237 ] |
| Dragon Quest X                                                    | Tháng 3 ngày 29, 2013                                            |                                                                                    | —             | No           | [ 238 ] |
| New Super Luigi U                                                 | Tháng 7 ngày 4, 2013                                             | Masataka Takemoto, Takashi Tezuka                                                  | —             | Yes          | [ 239 ] |
| The Wonderful 101                                                 | Tháng 8 ngày 11, 2013                                            | Hideki Kamiya                                                                      | Hideki Kamiya | Yes          | [ 240 ] |
| Hitoshi Yamagami, Shingo Matsushita, Atsushi Inaba, Hideki Kamiya | Tháng 8 ngày 11, 2013                                            | Development Staff                                                                  | Yes           | [ 241 ]      |         |
| The Legend of Zelda: The Wind Waker HD                            | Tháng 9 ngày 18, 2013                                            | Masanao Arimoto, Takuhiro Dohta, Satoru Takizawa, Daiki Iwamoto, Eiji Aonuma       | —             | Yes          | [ 242 ] |
| Wii Sports Club                                                   | Tháng 10 ngày 29, 2013                                           | Ryunosuke Suzuki, Kozo Makino, Takayuki Shimamura                                  | —             | Yes          | [ 243 ] |
| Super Mario 3D World                                              | Tháng 11 ngày 14, 2013                                           | Yoshiaki Koizumi, Koichi Hayashida, Kenta Motokura, Shigeru Miyamoto               | —             | Yes          | [ 244 ] |
| Fit Meter                                                         | Tháng 12 ngày 6, 2013                                            | Yugo Hayashi, Hiroshi Matsunaga, Tadashi Sugiyama, Tadaharu Kitado, Nozomu Tooyama | —             | Yes          | [ 245 ] |
| Xenoblade Chronicles X                                            | Tháng 4 ngày 28, 2015                                            | Genki Yokota, Koh Kojima, Kazuho Hyodo, Yuichiro Takeda, Tetsuya Takahashi         | —             | Yes          | [ 246 ] |
| Splatoon                                                          | Tháng 5 ngày 21, 2015                                            | Shintaro Sato, Seita Inoue, Tsubasa Sakaguchi, Yusuke Amano, Hisashi Nogami        | —             | Yes          | [ 247 ] |

### Các cuộc phỏng vấn và đặc biệt khác
| Chủ đề                                   | Ngày                   | Người phỏng vấn                                                                 | Người được phỏng vấn                                     | Tựa/Tập                                    | Có tiếng Anh    | Nguồn           |
| ---------------------------------------- | ---------------------- | ------------------------------------------------------------------------------- | -------------------------------------------------------- | ------------------------------------------ | --------------- | --------------- |
| Iwata Asks                               | Tháng 10 ngày 5, 2006  | Yasuhiro Nagata                                                                 | Satoru Iwata                                             | Turning the Tables: Asking Iwata           | Yes             | [ 248 ] [ 249 ] |
| Fire Emblem: Shadow Dragon               | Tháng 8 ngày 1, 2008   | Masahiro Sakurai                                                                | Toru Narihiro                                            | —                                          | Yes             | [ 250 ]         |
| Nintendo DSi                             |                        | Yasuhiro Nagata                                                                 | Satoru Iwata                                             | Turning the Tables: Asking Iwata           | Yes             | [ 251 ]         |
| Game & Watch                             | Tháng 4 ngày 15, 2010  | Satoru Iwata                                                                    | Masao Yamamoto, Makoto Kano, Takehiro Izushi             | —                                          | Yes             | [ 252 ]         |
| Nintendo Wi-Fi Connection                | Tháng 10 ngày 15, 2008 | Satoru Iwata                                                                    | Takashi Aoyama, Yosuke Hatayama, Kazuhiro Fujiwara       | —                                          | No              | [ 253 ]         |
| Game Seminar 2008                        | Tháng 1 ngày 26, 2009  | Satoru Iwata                                                                    | Katsuya Eguchi, Hisashi Nogami                           | Animal Crossing                            | No              | [ 254 ]         |
| Game Seminar 2009                        | Tháng 1 ngày 15, 2010  | Satoru Iwata, Shigeru Miyamoto                                                  | Takahashi Ryutaro, Mai Okamoto, Asuka Ito, Hatahan Umino | Tomodachi Collection                       | No              | [ 255 ]         |
| Wii · DS software you are looking Guide  | Tháng 1 ngày 22, 2010  | Satoru Iwata                                                                    | Shinji Hatano, Toshiro Takeuchi, Yuko Oda, Yuzuru Sakai  | —                                          | No              | [ 256 ]         |
| E3 2010                                  | Tháng 6 ngày 16, 2010  | Satoru Iwata                                                                    | Shigeru Miyamoto                                         | Nintendo 3DS                               | Yes             | [ 257 ] [ 258 ] |
| Hideki Konno                             | Tháng 6 ngày 16, 2010  | Satoru Iwata                                                                    | Yes                                                      | Nintendo 3DS                               | [ 257 ] [ 259 ] |                 |
| Masahiro Sakurai                         | Tháng 6 ngày 16, 2010  | Satoru Iwata                                                                    | Kid Icarus: Uprising                                     | Yes                                        | [ 257 ] [ 260 ] |                 |
| Hideki Konno                             | Tháng 6 ngày 16, 2010  | Satoru Iwata                                                                    | Nintendogs + Cats                                        | Yes                                        | [ 257 ] [ 261 ] |                 |
| Eiji Aonuma, Shigeru Miyamoto            | Tháng 6 ngày 16, 2010  | Satoru Iwata                                                                    | The Legend of Zelda: Skyward Sword                       | No                                         | [ 257 ]         |                 |
| Warren Spector                           | Tháng 6 ngày 16, 2010  | Satoru Iwata                                                                    | Epic Mickey                                              | Yes                                        | [ 257 ]         |                 |
| Tháng 6 ngày 17, 2010                    | Kensuke Tanabe         | Satoru Iwata                                                                    | Donkey Kong Country Returns                              | No                                         | [ 257 ]         |                 |
| Wii Games                                | Tháng 8 ngày 26, 2010  | Satoru Iwata                                                                    | Hironobu Sakaguchi, Yoshio Sakamoto                      | Hironobu Sakaguchi × Yoshio Sakamoto       | Yes             | [ 262 ] [ 263 ] |
| Super Mario 25th Anniversary             | Tháng 9 ngày 13, 2010  | Shigesato Itoi                                                                  | Shigeru Miyamoto                                         | Shigesato Itoi Asks in Place of Iwata      | Yes             | [ 264 ] [ 265 ] |
| Satoru Iwata                             | Tháng 9 ngày 13, 2010  | Masayuki Uemura, Hiroshi Imanishi                                               | NES & Mario                                              | Yes                                        | [ 266 ]         |                 |
| Satoru Iwata                             | Tháng 9 ngày 13, 2010  | Yoshiaki Koizumi, Hiroyuki Kimura, Hideki Konno, Katsuya Eguchi                 | Super Mario Developers                                   | Yes                                        | [ 267 ]         |                 |
| Satoru Iwata                             | Tháng 9 ngày 13, 2010  | Shiho Fujii, Ryuhei Matsuura, Keiichiro Yoshida, Sayaka Nishimura, Yusuke Amano | Super Mario Developers 2                                 | Yes                                        | [ 268 ]         |                 |
| Satoru Iwata                             | Tháng 9 ngày 13, 2010  | Toshihiko Nakago, Koji Kondo, Yakashi Tezuka, Shigeru Miyamoto                  | Original Super Mario Developers                          | Yes                                        | [ 269 ]         |                 |
| Game development                         | Tháng 1 ngày 25, 2011  | Satoru Iwata                                                                    | Hironobu Sakaguchi, Tetsuya Takahashi                    | In Conversation with Takahashi & Sakaguchi | Yes             | [ 270 ] [ 271 ] |
| The Legend of Zelda 25th Anniversary     | Tháng 11 ngày 10, 2011 | Satoru Iwata                                                                    | Shigesato Itoi, Shigeru Miyamoto                         | Creative Small Talk                        | Yes             | [ 272 ]         |
| Wii U                                    | Tháng 6 ngày 8, 2011   | Satoru Iwata                                                                    | Shigeru Miyamoto                                         | E3 2011: Wii U                             | Yes             | [ 273 ]         |
| Nintendo TVii                            | Tháng 12 ngày 20, 2012 | Reggie Fils-Aimé                                                                | Zach Fountain, Masaki Okahata, Brad Pelo                 | Reggie Asks                                | Yes             | [ 274 ]         |
| PlatinumGames                            | Tháng 1 ngày 25, 2013  | Satoru Iwata                                                                    | Atsushi Inaba, Tatsuya Minami                            | —                                          | Yes             | [ 275 ] [ 276 ] |
| Nintendo European Research & Development | Tháng 5 ngày 21, 2013  | Satoru Iwata                                                                    | Jérôme Larrieu, Alexandre Delattre                       | —                                          | Yes             | [ 277 ]         |